# セミョーン・ウリツキー
セミョーン・ペトロヴィチ・ウリツキー（ロシア語: Семен Петрович Урицкий, 1895年 - 1938年8月1日）は、ソビエト連邦の軍人。労農赤軍情報局（GRUの前身）長。兵団長（中将相当）。

## 概要
キエフ県チェルカースィ出身。ペトログラード・チェーカー議長モイセイ・ウリツキーの甥。1910年～1915年、エプシュテイン（オデッサ）の薬局で働く。1912年、ロシア社会民主労働党に入党。1915年、ロシア帝国軍に召集。1917年、オデッサで赤衛隊を創設。ロシア内戦時代、第2騎兵軍の騎兵部隊長/委員、師団参謀長、旅団長。
1920年、労農赤軍情報局作戦課長。1922年、労農赤軍軍事アカデミーで教育を受ける。1922年～1924年、ドイツで非合法活動。1924年から、モスクワ国際歩兵学校副校長、校長/委員。1927年から、第20狙撃師団長/委員。1929年～1930年、北カフカーズ軍管区参謀次長。1930年～1931年、第13狙撃軍団長/委員。1931年～1932年、レニングラード軍管区参謀長。1932年、ドイツ派遣軍事代表団を率い、ソ連領内でのドイツ戦車兵及び飛行士の秘密訓練交渉を行う。帰国後、労農赤軍機械化・自動車化局、自動車装甲戦車局の副局長。1935年4月、労農赤軍参謀本部第4局（情報局）長。1937年6月、モスクワ軍管区副司令官。
1937年11月1日、モスクワでの蜂起・権力奪取の計画、アメリカ合衆国のためのスパイ行為等の嫌疑で逮捕された。1938年8月1日、死刑を言い渡され、銃殺された。
スターリン批判後の1956年、名誉回復した。